# Дарбаза (Отырарский район)
Дарбаза (каз. Дарбаза) — село в Отырарском районе Туркестанской области Казахстана. Входит в состав Ходжатогайского сельского округа. Код КАТО — 514843400.

## Население
В 1999 году население села составляло 205 человек (98 мужчин и 107 женщин). По данным переписи 2009 года, в селе проживало 128 человек (62 мужчины и 66 женщин).